# Hellinsia tripunctatus
Hellinsia tripunctatus là một loài bướm đêm thuộc họ Pterophoridae. Loài này có ở Nam Phi.